# Modulární výstavba

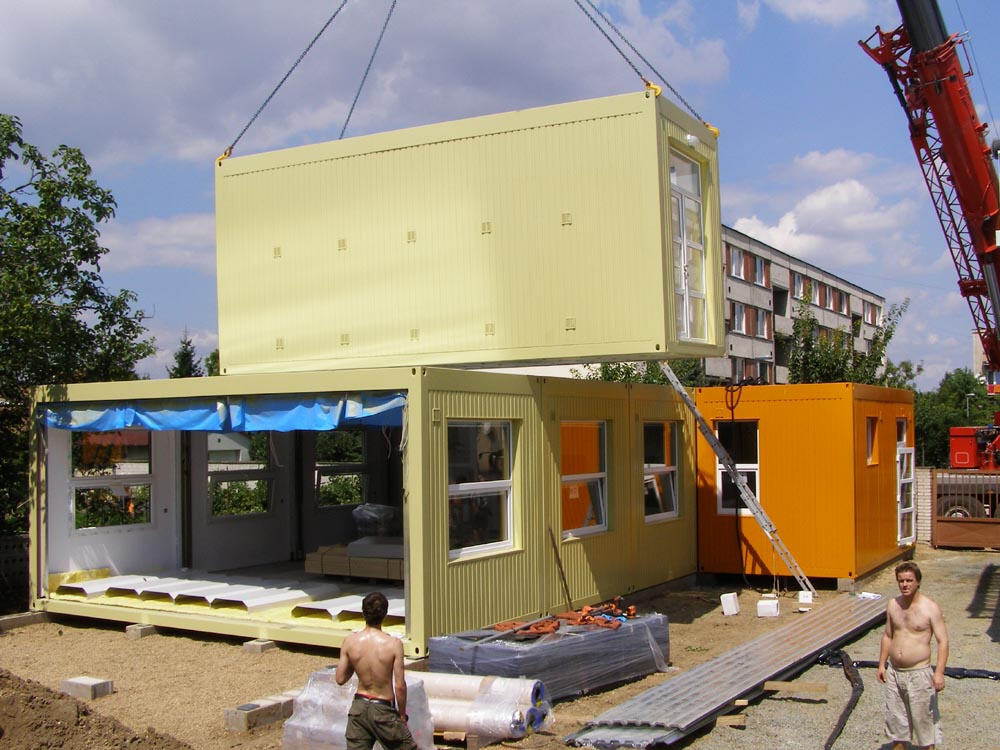
Osazování modulů na staveništi

Modulární výstavba je tvorba prostoru pomocí jednoduchého geometrického principu skládání rozměrově unifikovaných prostorových jednotek – modulů. Tyto moduly – sanitární a obytné buňky (kontejnery) se prefabrikují ve výrobních závodech a osazují na připravený pozemek. Takto vytvořený objekt může sestávat z jednoho nebo několika modulů v závislosti na požadavcích stavebníka na velikost a funkci stavby.

## Proces výroby – výstavby
Oproti konvenční výstavbě, kdy se staví celý objekt na místě, jsou modulární domy konstruovány v segmentech (modulech) v klimaticky kontrolovaném prostředí – ve výrobní hale, na výrobní lince. Výroba je prováděna kvalifikovanými odborníky s použitím přesných strojů a ověřených pracovních postupů. Rám modulu je tvořen buď ocelovou konstrukcí nebo dřevěnou konstrukcí. Ve výrobním závodě je provedeno 90% veškeré výroby/výstavby. Jsou osazeny okna, dveře, provedeny podlahy, stropy, elektrické rozvody, zdravotechnika včetně zařizovacích předmětů a konečných povrchů stěn a podlah. Každá část výrobního procesu je popsána v předem odsouhlasených výrobních postupech a následně kontrolována. Doprava modulů na staveniště je prováděna nejčastěji nákladními automobily, ale lze použít i železnici, lodě či letadla. Na stavebním pozemku, kam se modul doveze, se provede pouze dokončení budovy v místech spojů a konečná úprava. Celý proces výroby až po osazení na pozemek zde.

## Využití
Kolébkou modulární výstavby je USA, kde je prováděna velká část výstavby rodinných a nájemných domů touto metodou. V Evropě mají největší zkušenosti s touto výstavbou hlavně ve Velké Británii. V západní Evropě je populární modulární výstavba hlavně u škol, mateřských škol, kancelářských objektů, hotelů aj. V ČR se lze setkat i s městskými projekty modulární výstavby. Nejen u školek, ale také jako veřejná WC a městské ubytovny. Modulárně lze vystavět městskou ubytovnu pro 50 osob do 8 týdnů. Výhoda řešení spočívá nejen v nízké ceně, ale také v rychlosti výstavby a možnosti projekt rozšiřovat. Modulární výstavba je často využívána pro pořádání veletrhů, kdy obytné kontejnery slouží jako prezentační místnosti a menší kanceláře.

## Výhody a rozdíly oproti tradičnímu stavitelství
- Rychlost

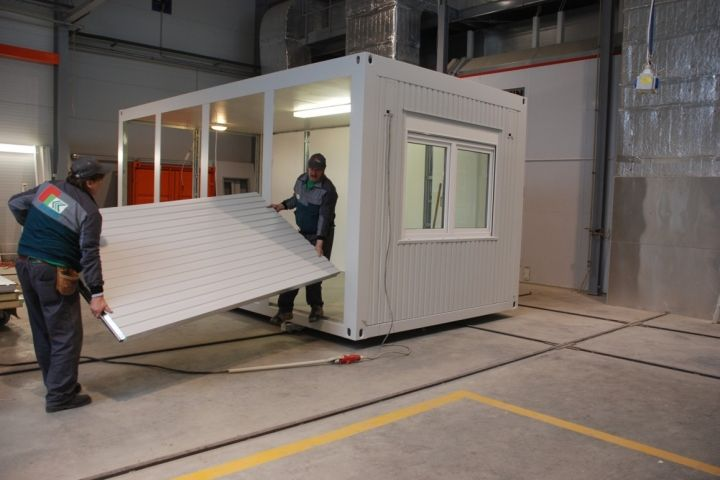
Skládání obytného modulu ve výrobní hale

Celková doba výstavby je až o 75% kratší. V době vyřizování stavebního povolení je možné provádět průmyslovou výrobu stavebních modulů ve výrobní hale. Doba od záměru stavět po skutečný výsledek se oproti tradiční výstavbě enormně zkracuje.
- Šetrnost k okolí stavby a životnímu prostředí

Vlastní montáž je prováděna systémem letmé montáže přímo z dopravních prostředků bez velkých nároků na zábor pro zařízení staveniště. Staveniště je tedy relativně čisté a tiché. Imise, k nimž dochází při tradiční výstavbě – hluk a nečistoty – jsou sníženy na minimum. Objekty jsou demontovatelné s využitím recyklovatelných materiálů, proto je systém ekologický.
- Cena

Použitím výstavby pomocí lehkých prostorových modulů snižujete náklady na zakládání stavby. Dodavatel modulárních staveb je schopný nakupovat materiály ve velkém množství a tím levněji než jednotlivý konvenční stavitel.
- Mobilita

Zachovaná možnost demontáže a opětovné montáže na novém místě.
- Výstavba bez stavební parcely

Díky stavbě bez základů je možné modulární stavbu umístit i mimo stavební parcely. Typickým příkladem je např. zahrada, les, louka. Není potřeba ani stavební povolení.